# Meudon (patronyme)
Pour les articles homonymes, voir Meudon (homonymie).
Cette page présente le nom de famille Meudon ainsi que ses variantes.
Meudon est un patronyme français, aujourd'hui très rare. C'est aussi, le nom d'une très ancienne famille de la noblesse française, liée à l'histoire de la ville de Meudon dans les Hauts-de-Seine en France.

## Occurrence
Meudon est très peu usité et parfois attaché à d'autres patronymes. On l'a trouvé en France et au Canada. On ne le trouve quasiment plus aujourd'hui.
En 2014, le patronyme Meudon est très rare. Il est porté dans la Nièvre. Il est classé au 627880e rang des noms de famille en France.

## Étymologie
Le patronyme Meudon, doit son nom à Meudon, aujourd'hui commune des Hauts-de-Seine.  Meudon se situe à environ 4 kilomètres au sud-ouest de Paris, cette commune est établie sur des collines et au sud d'une boucle de la Seine. Les emplacements archéologiques prouvent que Meudon a été peuplée depuis des périodes néolithiques. Les Gaulois nommaient ce lieu Mole-Dum (dun), les Romains l'appelèrent Moldunum.

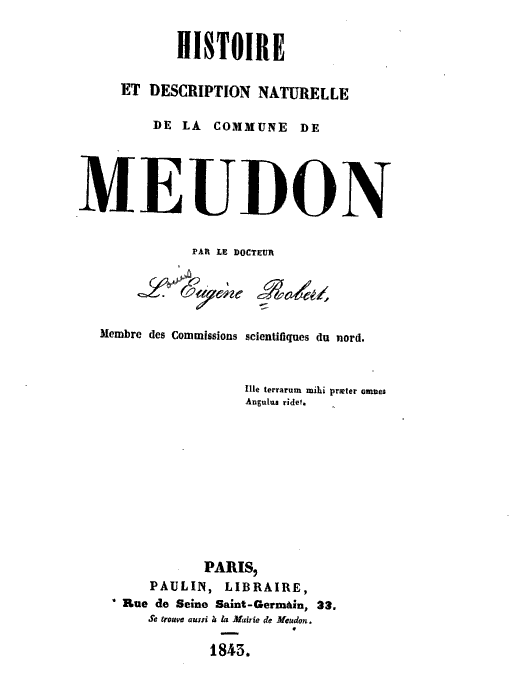
Page du livre Histoire et description naturelle de la commune de Meudon

Louis Eugène Robert, un médecin naturaliste qui habite la ville de Meudon, publie en 1843 : Histoire et description naturelle de la commune de Meudon (disponible dans Wikisource), livre qui décrit en détail l'histoire et l'histoire naturelle de la ville.

« Il y a peu d’endroits, je crois, dont le nom latin ou latinisé, ait subi plus de modifications que celui de Meudon. Dans tous les ouvrages qui font mention de ce village, il s’appelle indifféremment Metiosedum, Moldunum, Meodum, Modunum, Meudum, Meudun, Campum meudoninse. Malgré cette richesse de désignations et les efforts des étymologistes notamment de Valois et Sanson, l’origine de Meudon ne paraît pas être aussi ancienne qu’on serait porté à le croire. La première de ces désignations qui se rencontre dans les commentaires de Jules-César, semble devoir plutôt appartenir à un bourg (probablement Choisy-le-Roi), situé entre Melun et Paris : lorsque Labienus afin de rentrer sans perte à Sens, son quartier-général, fit descendre la Seine à une partie de son armée au moyen de bateaux qu’il avait amenés de Melun, pendant que l’autre remonterait le fleuve au milieu de la nuit avec tous ses bagages et en faisant grand bruit, l’auterke Camulogène » dont il avait espéré de détourner l’attention par celle manœuvre habile, envoya des troupes Gauloises vers Metiosedum avec ordre de s’avancer aussi loin que les bateaux des Romains. Suivant Bullet, Moldunum serait formé de deux mots celtiques : moel mol, pelée ; dun, montagne ; la terminaison um a été évidemment latinisée. « II n’y a de titres certains qui fassent mention de Meudon, nous apprend Lebeuf, que depuis la fin du XIIe siècle ou le commencement du XIIIe ; dans ses titres ce lieu est appelé Meodum ou Meudon ou bien Meudun. Il est évident qu’on ne savait alors comment le latiniser, ce qui a duré ainsi pendant presque tout le Xlle siècle. Mais si l’on n’a pas d’époque sûre pour Meudon, ajoute cet auteur, il est aussi vrai de dire qu’on ne peut en donner entièrement l’étymologie ; il est certain que la fin du mot venant de dun, terme celtique, fait allusion à la profondeur corrélative du château et du villaie. En anglo-saxon, en anglais et en flamand, mou et mul signifient sable, poussière ; c’est tout ce qu’on peut dire de plus approchant. » Ajoutons à cela qu’en effet les collines de Meudon sont couronnées par des dépôts de sable puissants, d’où l’on pourrait peut-être inférer enfin que Meudon signifie colline de sable. »

— Louis Eugène Robert, Histoire et description naturelle de la commune de Meudon, 1843 (pp. 27-144).

## Variantes
On trouve plusieurs variantes, notamment : 
- Bouton Meudon[8],
- Sanguain de Meudon[2],
- Lenable de Meudon[2].

## Histoire
Il semble que le patronyme Meudon apparaisse avec la famille de Meudon dès le XIIe siècle. Son évolution par la suite est incertaine.

### Évolution du patronyme
- Claude Sanguin, avec la qualité de seigneur de Meudon, se retrouve dans un hommage que Gilles Mallet rendit au roi Charles VI de France de la vicomté de Corbeil en 1385[9].
- Antoine Sanguin, écuyer, maître des eaux et forêts de France, Champagne et Brie, seigneur de Meudon et d'Angerville[10],[11] (1487)[12], qui agrandira son fief par l'acquisition de terres[13].

Son évolution par la suite n'est pas documentée.